# Gabby Hayes
George Francis „Gabby” Hayes (ur. 7 maja 1885 w Stannards, zm. 9 lutego 1969 w Burbank) – amerykański aktor charakterystyczny. Występował w westernach klasy B jako wąsaty, zrzędliwy, ale zawsze lojalny, odważny i komiczny kultowy pomocnik kowbojskich gwiazd Roya Rogersa i Johna Wayne’a.
8 lutego 1960 otrzymał dwie własne gwiazdy w Alei Gwiazd w Los Angeles znajdujące się przy 1724 Vine Street (telewizja) i 6427 Hollywood Boulevard (radio).

## Życiorys
Urodził się jako trzecie z sześciorga dzieci w hotelu swojego ojca, Hayes Hotel w Stannards (Hayes zawsze podawał Wellsville jako miejsce swojego urodzenia, ale zgodnie z prawem urodził się w Stannards) w stanie Nowy Jork. Był synem Elizabeth Morrison i Clarka Richarda Hayesów. Oprócz prowadzenia hotelu jego ojciec zajmował się także wydobyciem ropy naftowej, przemysłem, który rozpoczął się w tej części kraju. Miał trzech braci – Williama W. (1874–1948), Clarka B. (1890–1974) i Clarka B. (1890–1974) oraz dwie siostry – Nellie Elizabeth (1888–1956) i Harriet „Hattie” (1892–1968). Dorastał w Stannards, gdzie uczęszczał do szkoły. W szkole średniej grał półprofesjonalnie w baseball. W wieku 17 lat uciekł z domu, dołączył do spółki akcyjnej, przez jakiś czas podróżował z cyrkiem i dołączył do objazdowej trupy teatralnej.
4 marca 1914 zawarł związek małżeński z Olive E. Ireland, z którą odnosił sukcesy w wodewilu. Za namową żony przenieśli się do Los Angeles. Do połowy lat trzydziestych Hayes pojawił się w wielu filmach, w tym wielu w westernach. Chociaż grał złoczyńców i pomocników, najlepiej zapamiętano go dzięki temu drugiemu, w tym w roli Windy’ego Hallidaya, pomocnika Hopalonga Cassidy’ego w westernie The Renegade Trail (1939). Po tym, jak zagrał Gabby’ego Whitakera w westernie Southward Ho! (1939) u boku Roya Rogersa, przyjął pseudonim „Gabby”. Ta konkretna postać pojawiła się w ponad 30 westernach i stała się zauważalnym elementem ikonografii gatunku. Hayes pracował u boku zachodnich gwiazd, takich jak Roy Rogers, Gene Autry i John Wayne, z którymi dzielił ekran 15 razy. W 1956 przeniósł się do telewizji, realizując program dla dzieci o tematyce westernowej The Gabby Hayes Show. 
Na początku 1969 trafił do szpitala im. św. Józefa w Burbank w Kalifornii w celu leczenia chorób układu krążenia. Hayes zmarł tam 9 lutego 1969 w wieku 83 lat. Został pochowany na cmentarzu Forest Lawn Memorial Park.

## Filmografia
- 1932: Kochaj mnie dziś jako sprzedawca w sklepie spożywczym
- 1933: Jeźdźcy przeznaczenia jako Charlie Denton
- 1935: Terror w Teksasie jako szeryf Ed Williams
- 1936: Pan z milionami jako rzecznik farmera
- 1936: Valiant Is the Word for Carrie jako brodaty mężczyzna
- 1940: The Carson City Kid jako Marshal Gabby Whitaker
- 1943: Wojny drapieżców jako Deaspirujący Dean